# Caenoura annulitarsis
Caenoura annulitarsis là một loài ruồi trong họ Asilidae. Caenoura annulitarsis được Loew miêu tả năm 1858.